# بلک ادم (فیلم)
بلک ادم (به انگلیسی: Black Adam) فیلم ابرقهرمانی آمریکایی از سال ۲۰۲۲ بر پایهٔ شخصیتی به همین نام از دی‌سی کامیکس با بازی دوئین جانسون است. بلک ادم اسپین‌آفی از شزم! (۲۰۱۹) و یازدهمین فیلم از دنیای توسعه‌یافته دی‌سی (اختصاری DCEU) به شمار می‌رود. کارگردانیِ این فیلم بر عهدهٔ ژائومه کولت-سرا بوده و فیلم‌نامه توسط آدام استیکیل، روری هِینز و سهراب نوشیروانی به رشتهٔ تحریر درآمده‌است و جانسون از تهیه‌کننده آن است. علاوه بر جانسون، آلدیس هاج، نوحا سنتینو، سارا شاهی، مروان کنزاری، کوئینتسا سوئیندل و پیرس برازنان در این فیلم ایفای نقش می‌کنند. فیلم توسط نیو لاین سینما، دی‌سی فیلمز، سون باکس پروداکشنز و فلین پیکچرز تولید و توسط برادران وارنر پیکچرز منتشر شده‌است. داستان فیلم حول محور ادم، یک ابرانسان باستانی است، که توسط گروهی از باستان‌شناسان از زندان جادویی خود آزاد می‌شود تا ملت «خندق» را از دست سندیکای جنایتکارانهٔ «اینترگنگ» رهایی بخشد.
جانسون در مراحل اولیهٔ ساخت شزم! به ایفای نقش در آن علاقه‌مند شد و در سپتامبر ۲۰۱۴ تأیید کرد که نقش شرور بلک آدام را به تصویر می‌کشد، اما بعداً تهیه‌کنندگان تصمیم گرفتند که برای این شخصیت فیلم جداگانه‌ای بسازند. ستیکیل در اکتبر ۲۰۱۷ برای نگارش فیلمنامه استخدام شد. کویت-سرا در ژوئن ۲۰۱۹ برای تاریخ انتشار برنامه‌ریزی‌شدهٔ دسامبر ۲۰۲۱ به پروژه ملحق شد، اما این جدول زمانی به دلیل دنیاگیری کووید-۱۹ به تعویق افتاد. در سال بعد بازیگران بیشتری از جمله چهار عضو جامعه عدالت آمریکا انتخاب شدند و فیلم‌نامه توسط هِینز و نوشیروانی بازنویسی شد. فیلم‌برداری از آوریل تا اوت ۲۰۲۱ در تریلیت استودیوز در آتلانتا، جورجیا و نیز در لس آنجلس به طول انجامید.
بلک ادم در ۳ اکتبر ۲۰۲۲ در مکزیکوسیتی به نمایش درآمد و در ۲۱ اکتبر به‌وسیلهٔ برادران وارنر پیکچرز در سینماهای ایالات متحده اکران شد. این فیلم نقدهای متفاوتی را از سوی منتقدان دریافت کرد که از سکانس‌های اکشن و عملکرد بازیگران تمجید شد، اما فیلم‌نامه و لحن آن انتقاداتی را به همراه داشت. این فیلم بیش از ٣٩٢ میلیون دلار در سرتاسر جهان فروش داشت که تبدیل به ١۴ اُمین فیلم پر فروش سال٢٠٢٢ شد. 

## داستان
در سال ۲۶۰۰ پیش از میلاد، آخ-تون، پادشاه ظالمِ خندق، تاج ساباک را برای دستیابی به قدرت های فوق بشری ایجاد می‌کند. پسرِ بردهٔ جوانی، پس از تلاش برای راه‌اندازی یک شورش، توسط «شورای جادوگران» قدرت‌های شزم را دریافت می‌کند و به سلحشور بی‌باک خندق تبدیل می‌شود و پادشاه آخ-تون را می‌کشد و به سلطنت او پایان می‌دهد.
در زمان کنونی، خندق توسط سازمان جنایتکار اینترگنگ اشغال می‌شود، در حالی که آدریانا توماز، باستان‌شناس و مبارز مقاومت، با کمک برادرش کریم و همکارانشان سمیر و اسماعیل تلاش دارد تا تاج ساباک را بیابد. وقتی آدریانا تاج را به دست می‌آورد، نیرو های اینترگنگ به آنها حمله کرده و سمیر را می‌کشند، و آدریانا مجبور می‌شود تا افسونی بخواند که تث ادم را، که به اعتقاد او قهرمان خندق است، از خواب بیدار می‌کند. در حالی که ادم اکثر سربازان اینترگنگ را به قتل می‌رساند، مامور دولت ایالات متحده آماندا والر ادم را یک تهدید به شمار می‌آورد و با «انجمن عدالت» تماس می‌گیرد تا او را دستگیر کنند. اعضای انجمن عدالت، هاوک‌من، دکتر فیت، سایکلون و اتم اسمشر به‌موقع می‌رسند تا ادم را از کشتار بیشتر سربازان خندق و اینترگنگ بازدارند، و به آدریانا توضیح می‌دهند که ادم یک منجی مدفون‌شده نیست، بلکه یک دیوانهٔ زندانی‌شده است.
اسماعیل از هویت خود به‌عنوان رهبر اینترگنگ در خندق پرده‌برداری می‌کند و امان، پسر نوجوان آدریانا، را که تاج را دزدیده و پنهان کرده‌است، تعقیب می‌کند. ادم، آدریانا و جامعه عدالت تاج را پیدا کرده و قصد دارند آن را با امان معاوضه کنند. با رسیدن به اسماعیل، او خود را به عنوان آخرین نوادهٔ پادشاه آخ-تون افشا می‌کند، که قصد دارد جایگاه واقعی خود را بر تاج‌وتخت پس گیرد. آدریانا با رضایت تاج را به اسماعیل می‌دهد تا جان پسرش امان را نجات دهد، اما اسماعيل زیر قول خود می‌زند و به امان شلیک می‌کند و باعث می‌شود ادم، که سعی در نجات امان دارد، کنترل خود را از دست بدهد و با قدرت خود مخفیگاه را نابود کند و اسماعیل را بکشد و امان را زخمی کند. ادم که احساس گناه می‌کند، به خرابه‌های کاخ آخ-تون می‌گریزد و برای هاوک‌من فاش می‌کند که افسانه‌های قهرمان خندق به اشتباه به او نسبت داده شده‌اند؛ قهرمان خندق در واقع هوروت، پسر ادم، بود که قدرت‌های شزم را دریافت کرد و قهرمان خندق شد. آخ-تون با دانستن اینکه هوروت شکست‌ناپذیر است، به آدمکشان خود دستور داد تا خانوادهٔ هوروت از جمله پدرش ادم و همچنین مادرش را به قتل برسانند. هوروت به پدرش قدرت خود را داد تا جان وی را نجات دهد، اما قاتلان آخ-تون فوراً هوروتِ فاقد قدرت را کشتند و باعث شد که ادم خشمگینانه تمام مردان پادشاه را قتل‌عام کند و کاخ خندق را ناخواسته ویران کند. متعاقبا ادم توسط شورای جادوگران نالایق تلقی شد و ادم عصبانیت به آن‌ها حمله کرد و همهٔ آنها را، به جز شزم، کشت. شزم موفق شد او را همراه با تاج ساباک در جایی که به مقبره وی تبدیل شد، زندانی کند.
ادم با احساس ناتوانی در تبدیل‌شدن به یک قهرمانِ واقعی، تسلیم می‌شود و انجمن عدالت او را به یک مقر مخفی زیرآبی از نیروی ویژه اکس در جنوبگان می‌برند، جایی که دکتر فِیت مرگ زودهنگام هاوک‌من را پیشگویی می‌کند. هنگامی که انجمن عدالت به شهر بازمی‌گردند، متوجه می‌شوند که اسماعیل عمداً ادم را تحریک کرده بود تا او را، در حالی که تاج را بر سر داشت، بکشد؛ او به جهنم ملعون شد تا به عنوان قهرمان شش دمون ساباک دوباره متولد شود، تا از زیرین‌جهان برخاسته و تاج‌وتخت و قدرت خود را به‌دست‌آورد. هنگامی که ساباک لژیون‌های دوزخ را برای ترساندن مردم خندق احضار می‌کند، مردم توسط امان، آدریانا و کریم گرد هم می‌آیند و شروع به دفع از گوربرخاستگان می‌کنند، و انجمن عدالت خود را برای رویارویی با ساباک آماده می‌کند. با این حال، دکتر فیت یک میدان نیروی جادویی را در اطراف خرابه‌ها ایجاد می‌کند تا از ورود هم‌تیمی‌هایش جلوگیری کند و افشا می‌کند که می‌تواند با فداکاری خودش، از مرگ هاوک‌من جلوگیری کند. او به تنهایی با ساباک مبارزه می‌کند، و در عین حال از قدرت فرافکنی اثیری خود استفاده می‌کند تا ادم را در حالی که در حالت سرمازیستی قرار دارد، آزاد کند. ساباک، فیت را می‌کشد و در نتیجه میدان نیروی او را منحل می‌کند، و این به قهرمانان دیگر اجازه می‌دهد تا وارد نبردی حماسی شوند، اما درست زمانی که ساباک در شرف کشتن اعضای جامعه عدالت است، ادم از راه می‌رسد. ادم با کمک هاوک‌من، که از کلاه فیت استفاده می‌کند، ساباک را می‌کشد و انجمن عدالت ادم را با رابطه خوبی ترک می‌کنند. ادم، بعد از بین‌بردن تاج‌وتخت قدیمی، نقش جدید خود به عنوان محافظ خندق را می‌پذیرد و نام جدیدی برای خود انتخاب می‌کند: «بلک ادم».
در صحنه‌ای میان‌تیتراژ، آماندا والر با بلک ادمِ سرکش ارتباط برقرار می‌کند و به او هشدار می‌دهد که خندق را ترک نکند، سپس سوپرمن از راه می‌رسد و به ادم پیشنهاد مذاکره می‌دهد.

## بازیگران
- دوئین جانسون در نقش تث ادم / بلک ادم: یک ضدقهرمان اهل خندق و بردهٔ سابق که شبیه به ابرقهرمان شِزَم، قدرت‌های خدایان مصر باستان را از جادوگری باستانی به همین نام دریافت می‌کند. او دارای «استقامتِ شو، سرعت و چابکیِ حوروس، قدرتِ آمون، دانش و خِرَد تحوت، نیروی آتون، و شجاعتِ مهن» است. بنجامین پترسون برای تث ادم در صحنه‌هایی که او را به شکل انسانی‌اش نشان می‌دهند، نقش دوگانهٔ بدل را بازی می‌کند، در حالی که چهره جانسون برای این سکانس‌ها بر روی شخصیت قرار گرفته‌است. این شخصیت پیشتر در طول حضوری افتخاری در شزم! (۲۰۱۹)—که در آن جادوگر به بیلی باتسون در مورد دریافت‌کنندگانِ قبلیِ قدرت‌هایش آموزش می‌دهد—ظاهر شده‌بود.[۶] جانسون همچنین در فیلم پویانمایی نامرتبطِ ابر حیوانات لیگ دی‌سی (۲۰۲۲) صداپیشگیِ این شخصیت را در صحنه‌ای پس از تیتراژ—پیش از نخستین نقش لایو اکشن این شخصیت—انجام داد.[۷][۸]
- آلدیس هاج در نقش کارتر هال / هاوک‌من: رهبر «جامعه عدالت» که از فناوری و سلاح‌های ساخته‌شده از «فلز Nاُم»، ماده‌ای از یک سیارهٔ دیگر، استفاده می‌کند.[۹][۱۰][۱۱]
- نوحا سنتینو در نقش آلبرت «آل روتشتاین» / اتم اسمَشِر: عضوی جوان از «جامعه عدالت»، با تواناییِ فراانسانی برای کنترل ساختار مولکولیِ خود، که اندازه و قدرت او را دستکاری می‌کند.[۱۲][۸][۱۳]
- سارا شاهی در نقش آدریانا تومز: استاد دانشگاه و مبارز مقاومت در خندق امروزی؛ او ثابت می‌کند متحد ادم و «جامعه عدالت» است.[۱۴]
- مروان کنزاری در نقش اسماعیل گرگور / ساباک: آخرین نوادهٔ پادشاه آک-تون و رهبر مبارز نیروهای سازمان جنایتکار «اینترگنگ» که به خندق حمله می‌کند. بر خلاف تث-ادم، ساباک دارای قدرت شش قدرتمندترین دیوهای دوزخ—یعنی شیطان، ایم، بلیال، بعل‌الذباب، آسمودئوس و کراتیس—است.[۱۵][۱۶][۱۷]
  - کنزاری همچنین نقش آخ-تون، پادشاه ظالم باستانیِ خندق را به تصویر می‌کشد که توسط ادم کشته شده‌است.
- کوئینتسا سوئیندل در نقش ماکسین هانکل / سایکلون: یکی از اعضای جوان «جامعه عدالت» که در سنین جوانی بر رویش فناوری نانورباتیک آزمایش و تزریق‌شده و در نتیجه توانایی کنترل و دستکاری باد را دریافت کرده‌است.[۱۸][۱۳] او به عنوان نوه اَبیگیل «ما» هانکل / تورنادوی سرخ، به‌دنبال حفظ میراث ابرقهرمانیِ خانوادهٔ خود است.[۱۹] سویندل هنگام طراحی حرکت شخصیت خود، تکنیک‌های رقص را مطالعه کرد.[۲۰]
- محمد عامر در نقش کریم: برادر آدریانا و داییِ امان.[۲۱][۲۲]
- بودی سابونگوی در نقش امان تومز: پسر نوجوان آدریانا که با ادم دوست می‌شود.[۲۳]
- پیرس برازنان در نقش کنت نلسون / دکتر فِیت: یکی از اعضای باتجربه و ارشد «جامعه عدالت» که «کلاه سرنوشت» را در اختیار دارد و توانایی‌های مختلف جادوگری را دارد.[۱۱] نلسون پسر یک باستان‌شناس است که با او مقبرهٔ نبو حکیم را کشف کرده‌است. پس از دستیابی به کلاه ایمنی عرفانی از بُعدی دیگر—که انتخاب می‌کند چه کسی اجازه استفاده از آن را دارد—او بر قدرت‌های خود مسلط‌شده و به‌عنوان یک ابرقهرمان از آن‌ها در طول سالیان متمادی استفاده کرده‌است.[۲۴][۱۳] برازنان برای این نقش لباس ضبط حرکت را به تن کرد.[۲۵]

علاوه بر این، جیمز کوزاتی مویر، نقشِ سمیر، همکار آدریانا و کریم را به تصویر می‌کشد. جالون کریستین در نقشِ هوروت، پسر ادم ظاهر می‌شود که برای بهره‌گیری از قدرت‌های شزم، با شکلِ ابرقهرمانی‌اش توسط اولی لاتوکفو به تصویر کشیده می‌شود و به عنوان قهرمان اصلی کهنداق شناخته شده‌است. اودلیا هالِـوی، نقشِ شیروتا، همسر ادم را به تصویر می‌کشد، که در صحنه‌های فلاش‌بک در خندق باستان اتفاق می‌افتد و توسط مردان آخ-تون به قتل رسیده‌است.
چندین بازیگر نیز نقش‌های خود را از رسانه‌های قبلیِ دنیای توسعه‌یافته دی‌سی تکرار می‌کنند، از جمله جایمن هانسو در نقش جادوگر شزم، وایولا دیویس در نقش آماندا والر، جنیفر هلند در نقش امیلیا هارکورت، و هنری کویل در نقش کال-اِل / کلارک کنت / سوپرمن، که دومی مختصراً در صحنه‌ای میان‌تیتراژ اما ذکرنشده در تیتراژ پایانی، ظاهر می‌شود. هنری وینکلر در نقش عموی روتشتاین، آل پرات، که اتم اسمَشِر قبلی بود، ظاهر می‌شود.

## انتشار
بلک ادم نخستین نمایش جهانی خود را در ۳ اکتبر ۲۰۲۲ در مکزیکوسیتی انجام داد، و نمایش‌های ابتدایی خود را در نیویورک، تورنتو، لندن، آتلانتا، میامی، مادرید و لس آنجلس بین ۱۲ تا ۲۰ اکتبر داشت، و سپس در سینماهای ایالات متحده توسط برادران وارنر پیکچرز اکران شد. این آخرین فیلم دنیای توسعه‌یافته دی‌سی است که از پرچم «دی‌سی فیلمز» استفاده می‌کند، زیرا این استودیو در نوامبر ۲۰۲۲ به «دی‌سی استودیوز» تغییر نام داد. این فیلم در ابتدا قرار بود در ۲۲ دسامبر ۲۰۲۱ منتشر شود، اما به دلیل دنیاگیری کووید-۱۹ تاریخ انتشار آن به تعویق افتاد. تاریخ انتشار سپس به ۲۹ ژوئیه ۲۰۲۲ انتقال داده‌شد، اما زمانی که برادران وارنر برنامهٔ انتشار خود را به دلیل تأثیرات کووید بر حجم کاری فروشندگان جلوه‌های بصری تنظیم کرد، به اکتبر ۲۰۲۲ منتقل شد.

## بازخورد

### فروش گیشه
تا تاریخ ۲۷ نوامبر ۲۰۲۲، بلک ادم ۱۶۶٫۹ میلیون دلار در ایالات متحده و کانادا، و ۲۲۲ میلیون دلار در مناطقِ دیگر جهان به دست آورده‌است، که در مجموع فروش جهانیِ ۳۸۸٫۹ میلیون دلار را نشان می‌دهد.
در ایالات متحده و کانادا، بلک ادم در کنار بلیط بهشت اکران شد و پیش‌بینی می‌شد در آخر هفته افتتاحیه‌اش از ۴٫۴۰۲ سینما ۵۸ تا ۶۸ میلیون دلار به دست آورد. این فیلم در روز نخست اکران ۲۶٫۷ میلیون دلار، شامل ۷٫۶ میلیون دلار از پیش‌نمایش‌های پنجشنبه شب، را کسب کرد که از بهترین فروش روز افتتاحیه شزم (۲۰٫۴ میلیون دلار) پیشی گرفت. این فیلم در آخر هفته افتتاحیه به فروش ۶۷ میلیون دلار دست یافت که بالاترین رکورد در کارنامه جانسون بوده‌است، در حالی که رتبهٔ نخست باکس آفیس را نیز به خود اختصاص داد. این همچنین پنجمین آخر هفتهٔ افتتاحیه بزرگ ماه اکتبر برای یک فیلم بود. این فیلم در آخر هفته دوم خود با کاهش ۵۹ درصدی به ۲۷٫۵ میلیون دلار دست یافت و در جایگاه نخست جدول باکس آفیس باقی ماند. در آخر هفته سوم، فیلم با افت ۳۳ درصدی، ۱۸٫۳ میلیون دلار فروش داشت، و همچنان در صدر گیشه قرار داشت، با این‌حال در آخر هفته چهارم، با کاهش ۵۶ درصدی، ۸٫۱ میلیون دلار به‌دست‌آورد، و توسط فیلم تازه‌وارد پلنگ سیاه: واکاندا تا ابد از جایگاه نخست برکنار شد.
در خارج از ایالات متحده و کانادا، بلک ادم در پنج روز اول اکران خود ۷۵٫۹ میلیون دلار از ۷۶ کشور کسب کرد. این سومین افتتاحیه برتر برای یک عنوان از برادران وارنر در آمریکای لاتین در دوران همه‌گیری بود. این فیلم در مالزی (۲٫۲ میلیون دلار)، اندونزی (۲٫۹ میلیون دلار) و فیلیپین (۱ میلیون دلار)، بالاترین افتتاحیه برای عنوانی از برادران وارنر در طول دنیاگیری بود. تایوان (۲ میلیون دلار) بزرگ‌ترین افتتاحیه یک فیلم برادران وارنر در سال ۲۰۲۲ و دومین فیلم بزرگ زندگی حرفه‌ای جانسون را داشت. در برزیل (۴٫۹ میلیون دلار)، این فیلم دومین افتتاحیه بزرگ برای یک فیلم برادران وارنر در طول دنیاگیری بود، در حالی که پنجمین افتتاحیه بزرگ یک عنوان برادران وارنر در هند (۳٫۵ میلیون دلار) را ایجاد کرد. این فیلم در آخر هفته دوم، با افت ۴۵ درصدی ۳۹ میلیون دلار به دست آورد.

### پاسخ انتقادی
راتن تومیتوز و دزرت نیوز نقدهای این فیلم را متفاوت ارزیابی کردند، در حالی که ورایتی و یاهو! نیوز اعلام کردند که به این فیلم نقدهای منفی وارد شده‌است. در وبگاه جمع‌آوری نقد راتن تومیتوز، ٪۳۹ از ۲۸۲ بررسی منتقدان مثبت است و میانگینِ امتیاز آن ۵٫۱/۱۰ است. اجماع این وبگاه چنین می‌نویسد: «بلک ادم ممکن است به انجام راهی برای آینده‌ای هیجان‌انگیز در فیلم‌های دی‌سی منجر شود، اما به‌عنوان تجربه‌ای خوداتکا، این یک ناامیدی به‌شدت ناهماهنگ است.» این فیلم در متاکریتیک که از میانگین وزنی استفاده می‌کند، بر اساس نظر ۵۲ منتقدین امتیاز ۴۱ از ۱۰۰ را کسب کرده که نشان‌گر «نقدهای مختلط یا متوسط» است. تماشاگران شرکت‌کننده در نظرسنجی سینماسکور به فیلم نمره متوسط «B+» در مقیاس «A+» تا «F» دادند، در حالی که مخاطبان پست‌ترک به آن امتیاز ۴ از ۵ ستاره دادند. امتیاز مخاطبان در راتن تومیتوز به‌طور نسبی بسیار بالاتر از امتیاز منتقدان بود.
کیتی والش از لس آنجلس تایمز نوشت: «کارگردان کار قهرمانانه‌ای انجام می‌دهد و فیلمی در اطراف جانسون می‌سازد که سریع و سرگرم‌کننده است.» لیز شانون میلر در مقاله‌ای برای کانسکوئنز به فیلم نمره «B» در مقیاس «A+» تا «F» داد و گفت: «بلک ادم ممکن است از نظر داستانی کمی ضعیف به نظر برسد، اما فیلم به‌طور کلی لحظاتی لذت‌بخش و گروهی قوی از بازیگران را برای حمایت از جانسون ارائه می‌کند [...] اما شاید هیجان‌انگیزترین جنبهٔ آن این باشد که چگونه می‌توان بقیهٔ فرنچایز را در آینده متزلزل کند.» هلن اوهارا از امپایر به آن امتیاز ۳ از ۵ داد و نوشت که این فیلم تلاش می‌کند «تئوری بزرگ و یکپارچه‌ای از دی‌سی را ارائه دهد [...] ترکیبی از داستان‌های فیلم خانوادگی با پروتاگونیستی که مستقیماً مردم را می‌کشد [...] نتیجهٔ آن گاهی اوقات همانند یک آشفتگی است، اما به‌طور کلی سرگرم‌کننده است.» تاد مک‌کارتی از ددلاین هالیوود عملکرد جانسون و صحنه‌های اکشن را تحسین کرد و نوشت: «منظرهٔ بصری تنها دو ساعت به سمت شما می‌آید، و جلوه‌ها همگی آنقدر شگفت‌انگیز هستند که می‌توانید آن را بدیهی فرض کنید [...] عملاً در هر صحنه چیزی حماسی یا حداقل غیرمعمول در جریان است و کارگردان ژاومه کویت-سرا، که فیلم [گشت‌وگذار در جنگل] موفقیت‌آمیز جانسون از سال ۲۰۲۱ را هدایت کرد، به خوبی مراقب است که ستاره را در مطلوب‌ترین نورِ دراماتیک به‌نمایش بگذارد.»
مایا فیلیپس از نیویورک تایمز در نقد خود تندتر بود و بلک ادم را «یک فیلم ابرقهرمانی کسل‌کننده و ناخوشایند» خواند که «با تمام معیارهای مورد انتظار این ژانر، تحت ظاهر فریبندهٔ داستانِ یک ضدقهرمان جدید، متجاوزانه برخورد می‌کند.» ریچل لابونت از اسکرین رنت به فیلم امتیاز ۲٫۵ از ۵ ستاره داد و در نقد خود نوشت: «با وجود اینکه فیلم از ضربات داستانیِ تکراری و شخصیت‌های رقیق رنج می‌برد، بلک ادم از عملکرد جانسون و نوید آینده‌ای هیجان‌انگیز بهره می‌گیرد.» آلونسو دورالد، خبرنگار سینمایی درپ این فیلم را «یک داستان پیدایش مبهم و آشفته» خواند و نوشت: «ناامیدکننده‌تر از همه، بلک ادم یکی از گیج‌کننده‌ترین حماسه‌های ابرقهرمانی از سوی استودیوهای بزرگِ فیلم است، که با جلوه‌هایی بصری که به‌طور تهاجمی غیرجذاب هستند، و تدوینی سریع و آتشین، هیجان را از هر صحنهٔ درگیری خود بیرون می‌کشد.»

### جوایز و نامزدی‌ها
| جایزه                | تاریخ مراسم    | رده                                   | دریافت‌کننده  | نتیجه     | منبع   |
| -------------------- | -------------- | ------------------------------------- | ------------ | --------- | ------ |
| جایزه موسیقی هالیوود | ۱۶ نوامبر ۲۰۲۲ | موسیقی متن اصلی در یک فیلم علمی تخیلی | لورن بالفه   | در انتظار | [ ۶۴ ] |
| جوایز برگزیده مردم   | ۶ دسامبر ۲۰۲۲  | فیلم اکشن ۲۰۲۲                        | بلک ادم      | در انتظار | [ ۶۵ ] |
| جوایز برگزیده مردم   | ۶ دسامبر ۲۰۲۲  | ستاره مرد فیلم ۲۰۲۲                   | دوئین جانسون | در انتظار | [ ۶۵ ] |
| جوایز برگزیده مردم   | ۶ دسامبر ۲۰۲۲  | ستاره فیلم اکشن ۲۰۲۲                  | دوئین جانسون | در انتظار | [ ۶۵ ] |

## آینده
در فوریه ۲۰۱۵، جانسون به توتال فیلم گفت که بلک ادم در آینده با سوپرمن یا بتمن مبارزه خواهد کرد. در آوریل ۲۰۱۷، او اظهار داشت که دی‌سی فیلمز قصد دارد که بلک ادم و شزم در یک فیلم آینده با هم ظاهر شوند. هنری کویل، بازیگر نقش سوپرمن در دنیای توسعه‌یافته دی‌سی (اختصاری DCEU) در آوریل ۲۰۱۸ گفت که برنامه‌هایی برای رویارویی بلک ادمِ جانسون با سوپرمن در آینده وجود دارد، اگرچه او معتقد بود این اتفاق پس از برخورد بلک ادم و شزم رخ خواهد داد.
دنی گارسیا در مهٔ ۲۰۲۱ اظهار داشت که جانسون و سایر تهیه‌کنندگان قصد داشتند در طول «رابطه طولانی‌مدت خود با دی‌سی»، چندین فیلم از بلک ادم بسازند، و هیرام گارسیا در ژوئیه تکرار کرد که پتانسیل حضور کویل و جانسون در این پروژهٔ آینده با هم به عنوان سوپرمن و بلک ادم وجود دارد. در آن نوامبر، هیرام توضیح داد که آنها قبلاً طرح کلی فیلم‌های آینده و اسپین‌آف‌هایی با حضور بلک ادم و جِی‌اِس‌اِی را داشتند که به موفقیت اولین فیلم بستگی دارد؛ او بعداً اضافه کرد که شخصیت‌های دیگری فراتر از شزم و سوپرمن، همچون واندر وومن، به عنوان رقبای احتمالی آیندهٔ بلک ادم در نظر گرفته می‌شوند.
در اکتبر ۲۰۲۲، جانسون برنامه‌های بلک ادم برای مبارزه با سوپرمن در DCEU را تأیید کرد و دوباره برنامه‌هایش را برای کراس‌اُوِرکردن شخصیت با شزم تأیید کرد. در یک مصاحبه جداگانه، جانسون اظهار داشت که این شخصیت با شخصیت‌های مختلف در تداوم DCEU تعامل خواهد داشت، در حالی که گزینه‌هایی برای تکرار شخصیت‌هایی که در جهان‌های مجزای خودشان (یعنی بتمن و جوکر) وجود دارند، قابل انجام هستند، تا از طریق یک سناریوی چندوجهی متقاطع شوند. علاوه بر این، او اظهار داشت که بلک ادم به‌عنوان نخستین فیلم در «فاز یک» از یک ابتکار داستان‌سرایی جدید در DCEU بهره می‌برد. جانسون همچنین تأیید کرد که علیرغم اتفاقات فیلم، دکتر فیت در آینده این فرنچایز بازخواهد گشت.
تهیه‌کنندگان هیرام گارسیا و بو فلین بعداً به ComicBook.com تأیید کردند که دنباله این فیلم برنامه‌ریزی شده‌است و اعلام کردند که قرار است «به‌زودی و به‌سرعت» تولید شود. گارسیا اضافه کرد که دنبالهٔ فیلم به‌عنوان ترکیبی برای دوئل نهایی بین سوپرمن و بلک ادم عمل خواهد کرد. کویل در ۲۴ اکتبر ۲۰۲۲ حضور مجدد خود را در DCEU به‌طور کلی تأیید کرد و اظهار داشت که حضور کوتاه او در فیلم بلک ادم «تنها یک لقمهٔ بسیار کوچک از تمام آن چیزهایی است که در آینده خواهید دید».